# Eystein Fart Halvdansson
Eystein "Fart" Halvdansson, konge i Romerike og Vestfold i 700-tallet.